# Prager Erklärung

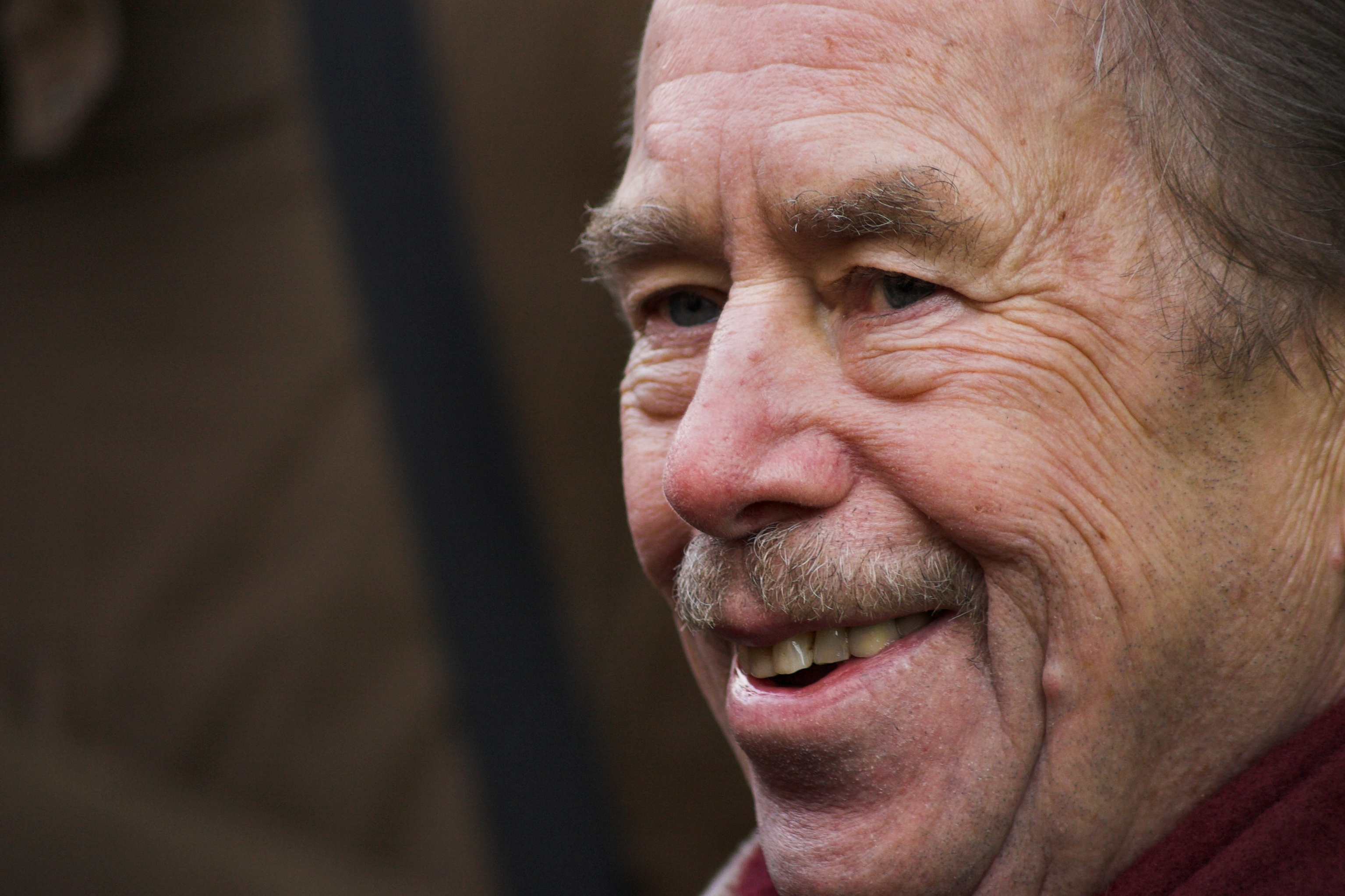
Erstunterzeichner Václav Havel

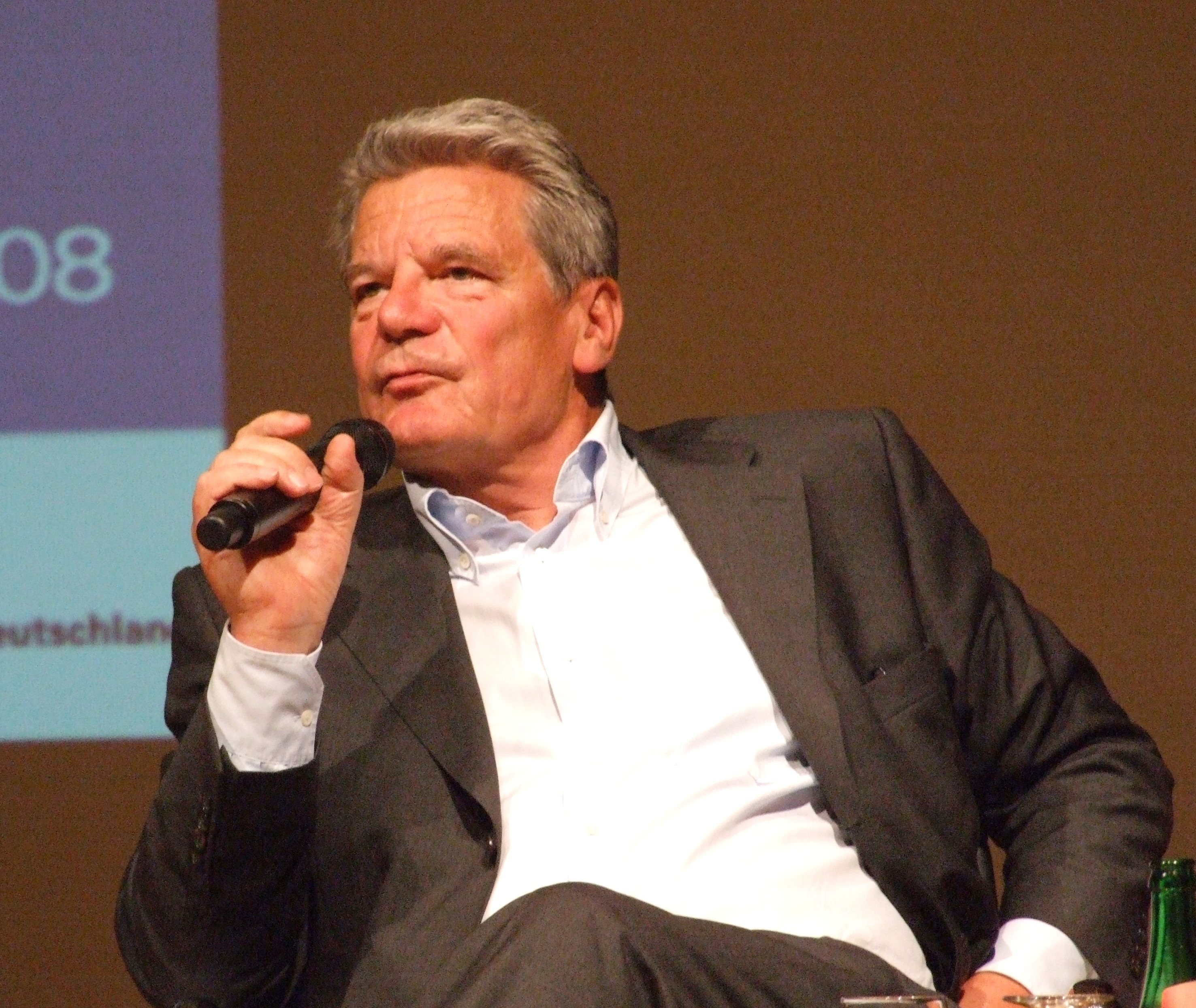
Erstunterzeichner Joachim Gauck

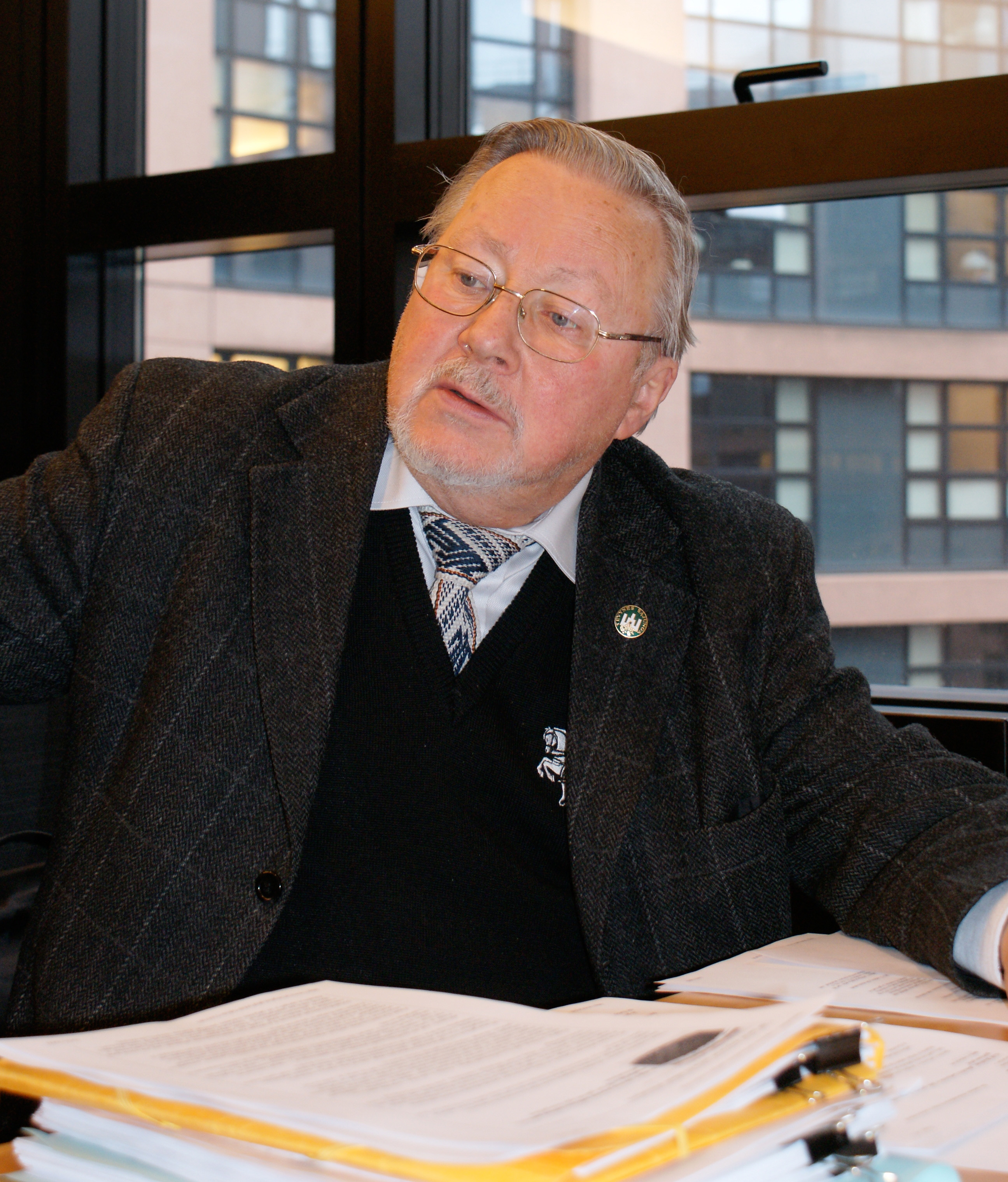
Erstunterzeichner Vytautas Landsbergis

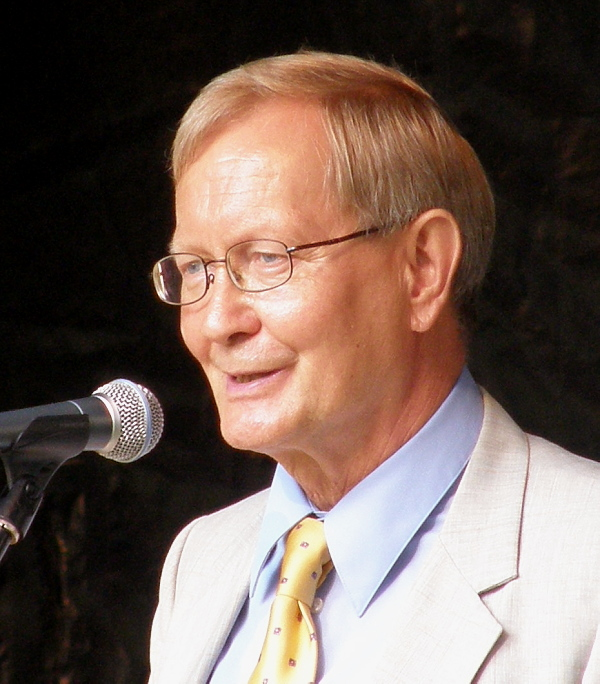
Erstunterzeichner Tunne Kelam

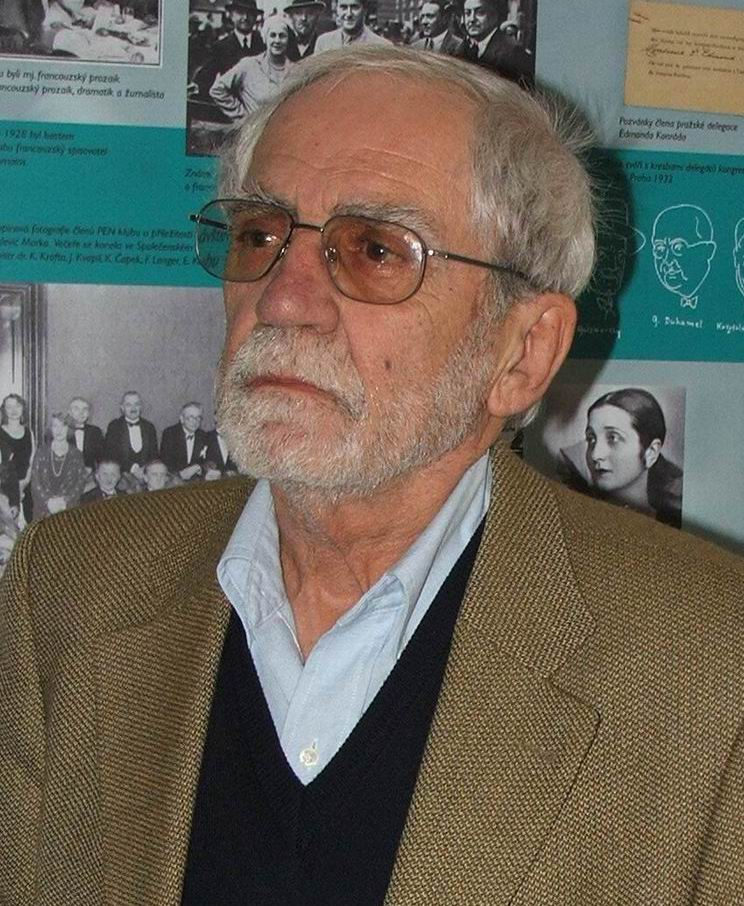
Erstunterzeichner Jiří Stránský

Die Prager Erklärung zum Gewissen Europas und zum Kommunismus (engl. Prague Declaration on European Conscience and Communism) wurde am 3. Juni 2008 von mehreren prominenten europäischen Politikern, ehemaligen politischen Häftlingen und Historikern unterzeichnet, unter ihnen Václav Havel und Joachim Gauck. Die Erklärung forderte unter anderem die Verurteilung von kommunistischen Verbrechen und die Ausrufung des 23. August als Europäischer Tag des Gedenkens an die Opfer von Stalinismus und Nationalsozialismus. 
Der Gedenktag wurde am 2. April 2009 vom Europäischen Parlament ausgerufen.

## Geschichte
Die Erklärung schloss die internationale Konferenz „Europas Gewissen und der Kommunismus“ ab, die am Sitz des tschechischen Senats in Prag abgehalten wurde. Die Konferenz wurde vom Senatsausschuss für Bildung, Wissenschaft, Kultur, Menschenrechte und Petitionen, unter der Schirmherrschaft von Alexandr Vondra, stellvertretender Ministerpräsident der Tschechischen Republik für europäische Angelegenheiten, organisiert. „Solange Europa den Gedanken nicht akzeptieren wird, dass der Nationalsozialismus und der Kommunismus völlig gleichwertige verbrecherische Regime sind, wird es nicht einheitlich sein, “ hatte Senator Martin Mejstřík angekündigt.  Die Konferenz erhielt Unterstützungsschreiben von Präsident Nicolas Sarkozy, Lady Margaret Thatcher, Jason Kenney und Zbigniew Brzeziński.

## Debatte
Der Historiker Efraim Zuroff, Leiter des Simon Wiesenthal Centers in Jerusalem, kritisierte die Prager Erklärung, da sie „den Holocaust und seine einzigartige Bedeutung für die Weltgeschichte relativiert“, und nannte sie „das Manifest derjenigen Bewegung, welche die kommunistischen Verbrechen mit denen der Nazis gleichsetzt“. Der Vergleich ignoriere absichtlich, dass die Massenvernichtung im Nationalsozialismus auf die Herkunft der Opfer abzielte, im Stalinismus dagegen Menschen auf „Grundlage ökonomischer und politischer Faktoren“ ermordet wurden. Shimon Samuels, Direktor des European Bureau of the Simon Wiesenthal Center, sah darin die Gefahr, dass die Wahrnehmung des Holocaust aus der europäischen Geschichte entfernt wird, und rief dazu auf, die Absicht dieser Kampagne zu bemerken und zu verurteilen.
Auch der Politikwissenschaftler Clemens Heni sieht in der Prager Deklaration die Verharmlosung des Holocaust, sie „leugnet den präzedenzlosen Charakter der Verbrechen der Deutschen, die zwar erwähnt, aber gerade nicht in ihrer Spezifik erkannt werden. Zudem wird der Nationalsozialismus von den Deutschen abgespalten, was nicht haltbar ist, da der Nationalsozialismus von niemand anderem als von den Deutschen (und Österreichern) gemacht wurde.“
Barry Rubin erklärte dagegen in der Jerusalem Post, die Deklaration verharmlose die Verbrechen des Nationalsozialismus in keiner Weise, und es sei im jüdischen und israelischen Interesse, die Erklärung zu unterstützen. Die von einer „kleinen Gruppe“ betriebene Kampagne gegen die Erklärung beruhe auf „verleumderisch falschen Annahmen“.
Der Politikwissenschaftler Vladimir Tismăneanu sieht in der Deklaration „the fulfillment of the second stage of postcommunist development in the region […] both documents condemn the atrocities of the last century and resolve to proceed on a path of democracy and tolerance.“"
Richard Herzinger argumentierte in seinem  Blog Herzingers Freie Welt, die Erklärung werde „nun seit Jahren von ‚linken Antifaschisten‘ diverser Couleur mit der Behauptung denunziert, dort würden der Holocaust und die Verbrechen des Kommunismus ‚gleichgesetzt‘“. Einige besonders eifernde, überkompensierende deutsche „Anti-Antisemiten“ verleumdeten diese Erklärung sogar als „antisemitisch“. In Wahrheit spreche die Prager Erklärung „vollkommen zu Recht von ‚substanziellen Ähnlichkeiten zwischen Nazismus und Kommunismus‘“.
Einer der führenden Intellektuellen Litauens und Dokumentarist der jiddischen Sprache, Dovid Katz, fordert, die Prager Erklärung durch ein neues Projekt zu ersetzen, das sich speziell mit dem Erbe des sowjetischen Totalitarismus befasst, ohne die antihumanen Verbrechen gleichzusetzen. Er verweist – mit umfangreichen Belegen auch von Zeitzeugen – darauf, dass etwa in "Völkermord-Museen" in den Baltenstaaten Geschichte umgeschrieben und an einer Gleichsetzung des Holodomor in der Ukraine mit der Shoah gearbeitet werde. Dies geschehe, um Verbrechen von nationalistischen Kämpfern gegen den Bolschewismus zu leugnen, die baltische Opferrolle "geschichtsfest" absolut zu setzen, die Opfer der russischen Bevölkerung im Zweiten Weltkrieg zu bagatellisieren und im Gegenteil Entschädigungsforderungen gegen Russland zu begründen. So schließe etwa die "Internationale Kommission zur Bewertung der Verbrechen des nationalsozialistischen und sowjetischen Besatzungsregimes" bereits durch ihren Namen den historischen Untersuchungsgegenstand der bestialischen Massenmorde aus, die wenige Wochen vor (!) Ankunft deutscher Truppen begangen wurden. Antwort auf die Prager Erklärung war die von Katz initiierte und u. a. von Martin Schulz unterzeichnete 70 Jahre Wannseekonferenz-Erklärung.

## Erstunterzeichner
| - Václav Havel (1936–2011) - Joachim Gauck (* 1940) - Göran Lindblad (* 1950) - Vytautas Landsbergis, Litauen (* 1932) - Jiří Liška (* 1949) - Martin Mejstřík (* 1962) - Emanuelis Zingeris, Litauen (* 1957) - Ivonka Survilla (* 1936) - Jana Hybášková (* 1965) - Christopher Beazley (* 1952) - Tunne Kelam (* 1936) - Jaromír Štětina (1943–2025) - Tseten Samdup Chhoekyapa - Ivonka Survilla (* 1936) | - Zyanon Paznyak (* 1944) - Růžena Krásná (1921–2012) - Jiří Stránský (1931–2019) - Václav Vaško (1921–2009) - Alexander Podrabinek (* 1953) - Pavel Žáček (* 1969) - Miroslav Lehký (* 1947) - Łukasz Kamiński (* 1973) - Michael Kißener (* 1960) - Eduard Stehlík (* 1965) - Karel Straka - Jaroslav Hutka (* 1947) - Lukáš Pachta |

## Ähnliche Erklärungen
- Europaratsresolution 1481 (2006) zur Notwendigkeit der internationalen Verurteilung von Verbrechen totalitärer kommunistischer Regime
- Erklärung über die Verbrechen des Kommunismus